# Бистрица (Лесковац)
Бистрица је насељено место града Лесковца у Јабланичком округу. Према попису из 2022. било је 27 становника.

## Положај села
Бистрица је мало, изразито планинско село. Лежи између Робиндела, Граова и Репишта.

## Тип села
Бистрица је село разбијеног типа. Куће су груписане у три махале, по именима: Селиште, Горуновац и Аризановска Махала. Село је 1959. године имало 30 домова.

## Постанак села
Бистрица је младо сеоско насеље, основано у првој половини XIX века. За осниваче Бистрице сматра се предак данашњег ода Денића. Он се доселио из нижег села Ораовице. Одмах иза њега доселио се предак рода Пешићи из Топлице. Потом су се доселили и остали родови.
Сеоска слава је Бели Петак (око Видовдана).
Бистрица има посебно гробље, недалеко од Селишта.
О празницима мештани посећују цркву у Ораовици.

## Старине у селу
У долини Бистричке Речице, долазећи из суседног Граова, на улазу у село, налазе се места Латинско Гробље и Селиште. Латинско Гриобље је узвишење са храстовом шумом. На темену узвишења види се око десет гробова положених у правцу исток-запад. Означени су камењем пободеним у земљу. Народ их зове „латинским“ и уопште све се у овој области што припада прошлости носи овај назив. Селиште је до Латинског Гробља. Сада су тамо њиве.
У југозападном делу сеоског атара Бистрице лежи узвишење Ћосин Гроб. Тамо се познаје један гроб. Мештани кажу: „Кој ти га зна чији је – остао је од време“.
Ајдучки Кладенац се налази у западном делу атара у буковој шуми. Мештани кажу: „Тако назив остао од време“

## Демографија
У насељу Бистрица живи 71 пунолетни становник, а просечна старост становништва износи 50,1 година (47,3 код мушкараца и 52,8 код жена). У насељу има 25 домаћинстава, а просечан број чланова по домаћинству је 3,16.
Ово насеље је у потпуности насељено Србима (према попису из 2002. године).
|             | \| Демографија[2] \| Демографија[2] \| Демографија[2] \| \| Година \| Становника \| Становника \| \| -------------- \| -------------- \| -------------- \| \| 1948. \| 200 \| \| \| 1953. \| 215 \| \| \| 1961. \| 212 \| \| \| 1971. \| 176 \| \| \| 1981. \| 129 \| \| \| 1991. \| 101 \| 101 \| \| 2002. \| 79 \| 79 \| \| 2011. \| 50 \| \| \| 2022. \| 27 \| \| |            |
| Демографија | |            |
| Година      | Становника | Становника |
| 1948.       | 200 |            |
| 1953.       | 215 |            |
| 1961.       | 212 |            |
| 1971.       | 176 |            |
| 1981.       | 129 |            |
| 1991.       | 101 | 101        |
| 2002.       | 79 | 79         |
| 2011.       | 50 |            |
| 2022.       | 27 |            |

| Етнички састав према попису из 2002.‍ | Етнички састав према попису из 2002.‍ | Етнички састав према попису из 2002.‍ | Етнички састав према попису из 2002.‍ | Етнички састав према попису из 2002.‍ |
| ------------------------------------ | ------------------------------------ | ------------------------------------ | ------------------------------------ | ------------------------------------ |
|                                      |                                      |                                      |                                      |                                      |
| Срби                                 | Срби                                 |                                      | 79                                   | 100,0%                               |
| непознато                            | непознато                            |                                      | 0                                    | 0,0%                                 |

| Година пописа     | 1948. | 1953. | 1961. | 1971. | 1981. | 1991. | 2002. |
| ----------------- | ----- | ----- | ----- | ----- | ----- | ----- | ----- |
| Број домаћинстава | 28    | 30    | 36    | 34    | 29    | 26    | 25    |

| Број чланова      | 1 | 2 | 3 | 4 | 5 | 6 | 7 | 8 | 9 | 10 и више | Просек |
| ----------------- | - | - | - | - | - | - | - | - | - | --------- | ------ |
| Број домаћинстава | 4 | 8 | 5 | 1 | 4 | 2 | 0 | 1 | 0 | 0         | 3,16   |

| Пол    | Укупно | Неожењен/Неудата | Ожењен/Удата | Удовац/Удовица | Разведен/Разведена | Непознато |
| ------ | ------ | ---------------- | ------------ | -------------- | ------------------ | --------- |
| Мушки  | 35     | 12               | 20           | 3              | 0                  | 0         |
| Женски | 37     | 5                | 23           | 9              | 0                  | 0         |
| УКУПНО | 72     | 17               | 43           | 12             | 0                  | 0         |

| Пол    | Укупно                    | Пољопривреда, лов и шумарство | Рибарство                            | Вађење руде и камена | Прерађивачка индустрија       |
| ------ | ------------------------- | ----------------------------- | ------------------------------------ | -------------------- | ----------------------------- |
| Мушки  | 18                        | 5                             | 0                                    | 0                    | 1                             |
| Женски | 2                         | 2                             | 0                                    | 0                    | 0                             |
| УКУПНО | 20                        | 7                             | 0                                    | 0                    | 1                             |
| Пол    | Производња и снабдевање   | Грађевинарство                | Трговина                             | Хотели и ресторани   | Саобраћај, складиштење и везе |
| Мушки  | 0                         | 6                             | 0                                    | 0                    | 6                             |
| Женски | 0                         | 0                             | 0                                    | 0                    | 0                             |
| УКУПНО | 0                         | 6                             | 0                                    | 0                    | 6                             |
| Пол    | Финансијско посредовање   | Некретнине                    | Државна управа и одбрана             | Образовање           | Здравствени и социјални рад   |
| Мушки  | 0                         | 0                             | 0                                    | 0                    | 0                             |
| Женски | 0                         | 0                             | 0                                    | 0                    | 0                             |
| УКУПНО | 0                         | 0                             | 0                                    | 0                    | 0                             |
| Пол    | Остале услужне активности | Приватна домаћинства          | Екстериторијалне организације и тела | Непознато            | Непознато                     |
| Мушки  | 0                         | 0                             | 0                                    | 0                    | 0                             |
| Женски | 0                         | 0                             | 0                                    | 0                    | 0                             |
| УКУПНО | 0                         | 0                             | 0                                    | 0                    | 0                             |